# New Model Army (musikgrupp)
New Model Army är ett engelskt rockband, bildat 1980 i Bradford. 
Gruppens musikstil har skiftat genom åren och de har även blivit klassade som punk (mest för stilen på sitt tidigaste material, men även senare på grund av deras etik och vilja att hålla kvar vid sin ursprungliga vision av musik), postpunk, folkrock (speciellt albumet Thunder & Consolation), gothrock, indierock eller metal. Alla dessa stilar har de tagit inspiration från och det finns spår av alla i musiken, men ingen är så övervägande att man till 100 % kan säga att de tillhör/spelar det. Texterna är poetiska men ändå politiska. Sångaren Justin Sullivan är kväkare och det speglas i en del av texterna.
Bandet har haft flera medlemsbyten och den enda originalmedlem som fortfarande är med är huvudsaklige låtskrivaren, sångaren och gitarristen Justin Sullivan. Bandet var under sina första 15 år en trio (gitarr, bas trummor) men har sen mitten av 1990-talet utökats och är en kvartett med två gitarrer och synt. De nuvarande medlemmarna är Justin Sullivan, Ceri Monger, Michael Dean, Dean White och Marshall Gill.

## Diskografi (urval)
Studioalbum
- 1984 – Vengeance - The Independent Story
- 1985 – No Rest for the Wicked
- 1986 – The Ghost of Cain
- 1987 – New Model Army (EP)
- 1989 – Thunder & Consolation
- 1990 – Impurity
- 1993 – The Love of Hopeless Causes
- 1998 – Strange Brotherhood
- 2000 – Eight
- 2005 – Carnival
- 2007 – High
- 2009 – Today is a Good Day
- 2013 – Between Dog And Wolf
- 2014 – Between Wine and Blood
- 2016 – Winter
- 2019 – From Here
- 2024 – Unbroken

Livealbum
- 1991 – Raw Melody Men
- 1993 – BBC Radio One Live in Concert
- 1999 – All of This – The "Live" Rarities
- 1999 – ...& Nobody Else
- 2004 – Live 161203
- 2008 – Fuck Texas, Sing For Us